# Russische desman
De Russische desman (Desmana moschata) is een bovengronds levende mol (familie Talpidae). De wetenschappelijke naam van de soort werd als Castor moschatus in 1758 gepubliceerd door Carl Linnaeus. Samen met de Pyrenese desman (Galemys pyrenaicus) vormt hij de onderfamilie der desmans (Desmaninae), nabij het water levende mollen die meer op waterspitsmuizen dan mollen lijken.

## Kenmerken
Russische desmans bereiken een lichaamslengte van 18 tot 21 centimeter, de staart, waarmee hij in het water stuurt, is even lang (17 tot 21 centimeter) en aan de zijkanten afgeplat. Hun gewicht is 100 tot 220 gram, waardoor ze de zwaarste mollen zijn. De snuit is langwerpig en zeer mobiel, het doet denken aan een slurf. De achterpoten hebben zwemvliezen en hebben bovendien borstelharen aan de zijkanten, de voorpoten hebben kleinere zwemvliezen. De kop wordt gekenmerkt door de langwerpige, slurfachtige snuit, de kleine ogen en de oren, die vrijwel geheel in de vacht verborgen zijn. De vacht bestaat uit een korte, dichte, pluche ondervacht en lang, stug beschermend haar; het is roodbruin gekleurd aan de bovenkant en asgrijs aan de onderkant. Aan de onderkant van de staart zit een geurklier waaruit de dieren een muskusachtige afscheiding afscheiden.

## Gedrag
Russische desmans leven in groepen en bouwen holen op de oever die alleen toegankelijk zijn vanaf het water en eindigen in een nest opgevuld met bladeren of mos. In tegenstelling tot veel andere insecteneters leven ze in groepen, waarbij meerdere dieren vaak een hol delen.
Deze dieren zijn overwegend nachtdieren, maar gaan soms overdag op zoek naar voedsel. Dit gebeurt in het water, waar ze met hun snuit door de bodem van het water scharrelen. Het dieet bestaat uit insecten, schaaldieren, vissen en amfibieën.

## Voortplanting
Russische desmans planten zich gewoonlijk twee keer per jaar voort, waarbij de geboorten meestal plaatsvinden in juni en november. De draagtijd is ongeveer 40 tot 50 dagen en de worpgrootte is twee tot vijf jongen. Deze worden na ongeveer een maand gespeend en na anderhalve maand zijn ze volwassen.

## Verspreidingsgebied
Het verspreidingsgebied van de Russische desman strekt zich uit langs de rivieren Don, Wolga en Oeral in het zuidwesten van Rusland en aangrenzende delen van Oekraïne en Kazachstan. Ze waren gevestigd langs de Dnjepr en de Ob. Hun leefgebied zijn de oevers van rivieren, maar ook meren en vijvers.

## Bedreiging
Tot het einde van de 19e eeuw kwam de soort nog relatief veel voor, waarna door de jacht op de vacht een enorme afname van de populaties inzette. Ze werden ook vervolgd vanwege de glandulaire afscheidingen die werden gebruikt om parfums te maken. In 1957 werd de jacht definitief verboden.
De bedreigingen van vandaag zijn watervervuiling en concurrentie van geïntroduceerde beverratten en muskusratten. Er zijn verschillende beschermde gebieden ingesteld en er zijn hervestigingsprogramma's aan de gang, waaronder aan de Ob en Dnepr, waar de soort voorheen niet inheems was. Over het algemeen wordt de Russische desman door de IUCN als bedreigd (kwetsbaar) vermeld. De totale populatie wordt geschat op 40.000 tot 50.000 dieren. De populaties namen af als gevolg van pelsvallen, watervervuiling en de rivaliteit om gemeenschappelijke leefgebieden met muskusratten en beverratten.